# Finesse The Beat
Finesse The Beat è un singolo del rapper statunitense Blueface, pubblicato il 26 giugno 2020.

## Tracce
1. Finesse The Beat – 2:28